# کاپوشنگکی
کاپوشنگکی (به لهستانی:  Kapuśniki) یک روستا در لهستان است که در گمینا موخووو واقع شده‌است.